# 圣旺拉鲁埃里
圣旺拉鲁埃里（法語：Saint-Ouen-la-Rouërie，法語發音：[sɛ̃.t‿wɛ̃ la ʁwɛʁi]）是法国伊勒-维莱讷省的一个旧市镇，位于该省北部，属于富热尔-维特雷区。2019年1月1日，圣旺拉鲁埃里和相邻的另外3个市镇合并为新市镇瓦勒库埃农（Val-Couesnon）。

## 地理
圣旺拉鲁埃里（48°27'46"N, 1°26'27"W）面积21.12 平方千米，位于法国布列塔尼大區伊勒-维莱讷省，该省份为法国西北部沿海省份，位于布列塔尼半岛东部，北濒大西洋，西接阿摩尔滨海省和莫尔比昂省，南至大西洋卢瓦尔省，西南端接曼恩-卢瓦尔省，东临马耶讷省，东北与芒什省接壤。
与圣旺拉鲁埃里接壤的市镇（或旧市镇、城区）包括：昂特兰、科格勒、特朗布莱、蒙塔内勒、萨塞。
圣旺拉鲁埃里的时区为UTC+01:00、UTC+02:00（夏令时）。

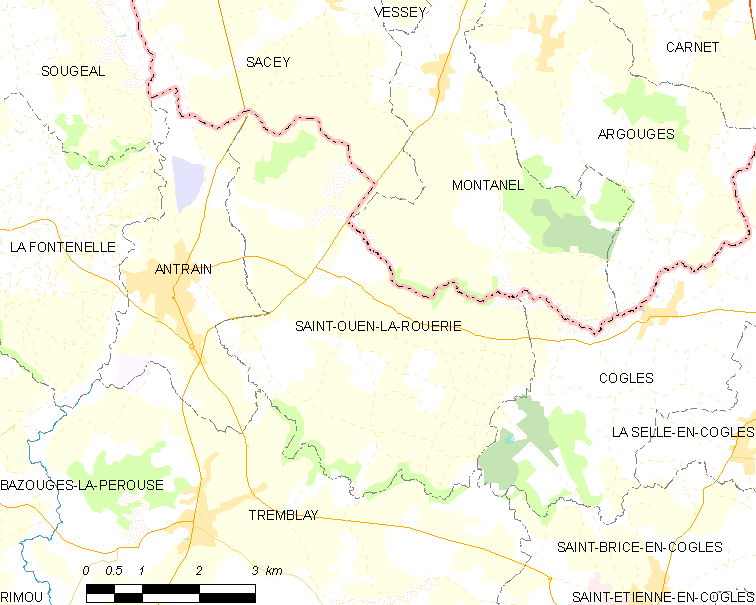
圣旺拉鲁埃里的OSM定位图

## 行政
圣旺拉鲁埃里的邮政编码为35460，INSEE市镇编码为35303。

## 政治
圣旺拉鲁埃里所属的省级选区为瓦勒库埃农县。

## 人口

1962-2008年间圣旺拉鲁埃里人口变化图示

圣旺拉鲁埃里于2018年1月1日时的人口数量为834人。